# Daredevil: Born Again (televisieserie)
Daredevil: Born Again is een Amerikaanse superheldenserie ontwikkeld door Dario Scardapane, Matt Corman en Chris Ord voor de streamingdienst Disney+, gebaseerd op het Marvel Comics-personage Daredevil. De serie is onderdeel van het Marvel Cinematic Universe en is een vervolg op de Netflix-serie Daredevil (2015-2018).

## Verhaal
De serie volgt de blinde advocaat Matt Murdock die vecht voor gerechtigheid, terwijl voormalig misdaadbaas Wilson Fisk zijn campagne als burgemeester van New York voortzet. Hierdoor komen de twee na jaren weer tegenover elkaar te staan.

## Rolverdeling
| Acteur / Actrice     | Personage                            | Notitie | Seizoen     |
| Acteur / Actrice     | Personage                            | Notitie | 1           |
| -------------------- | ------------------------------------ | --- | ----------- |
| Charlie Cox          | Matt Murdock / Daredevil             | Een blinde advocaat, die in het verleden streed tegen de misdaad als de gemaskerde burgerwacht Daredevil in Hell's Kitchen. Verscheen eerder in de Netflix-series Daredevil en The Defenders, de film Spider-Man: No Way Home en de Disney+-series She-Hulk: Attorney at Law, Echo en Your Friendly Neighborhood Spider-Man.                                           | Hoofdrol    |
| Vincent D'Onofrio    | Wilson Fisk / Kingpin                | Een krachtige zakenman en voormalig leider van de criminele onderwereld en de New Yorkse maffia. Na zijn vrijlating door de FBI werd hij de leider van Tracksuit Mafia. Zijn peetdochter, Maya Lopez, schoot hem in zijn linkeroog. Fisk werd later burgemeester van New York. Verscheen eerder al in de Netflix-serie Daredevil en de Disney+-series Hawkeye en Echo. | Hoofdrol    |
| Margarita Levieva    | Heather Glenn                        | Een therapeut, auteur en vriendin van Matt Murdock. | Hoofdrol    |
| Nikki M. James       | Kirsten McDuffie                     | Een voormalige assistent-district attorney in New York en partner bij Murdock & McDuffie. | Hoofdrol    |
| Genneya Walton       | BB Urich                             | Een journalist, presentator van The BB Report en de nicht van Ben Urich. Haar oom, Ben Urich, was een onderzoeksjournalist bij de New York Bulletin, die zich specialiseerde in het schrijven van onthullingen over de criminele onderwereld in Hell's Kitchen. Tijdens zijn onderzoek naar Wilson Fisk werd hij vermoord door Wilson Fisk.                            | Hoofdrol    |
| Arty Froushan        | Buck Cashman                         | Een medewerker en fixer van Wilson Fisk en Vanessa Marianna-Fisk. | Hoofdrol    |
| Michael Gandolfini   | Daniel Blake                         | Een lid van de burgemeestersstaf van Wilson Fisk. | Hoofdrol    |
| Ayelet Zurer         | Vanessa Marianna-Fisk                | Een kunsthandelaar en vrouw van Wilson Fisk. Tijdens het herstel van Fisks' oogwond runde ze de criminele onderwereld in de naam van Wilson Fisk. Doordat Fisk werd verkozen als burgemeester van New York, onderstond er frictie tussen de relatie van Wilson en Vanessa. Verscheen eerder al in de Netflix-serie Daredevil.                                          | Hoofdrol    |
| Zabryna Guevara      | Sheila Rivera                        | Een assistent en politiek adviseur van burgemeester Wilson Fisk. | Hoofdrol    |
| Clark Johnson        | Cherry                               | Een voormalig rechercheur bij de politie van New York. Tegenwoordig werkt hij als privédetective voor Matt Murdock. | Hoofdrol    |
| Hamish Allan-Headley | Officer Connor Powell                | Een corrupte politieagent uit New York en een lid van de "Anti-Vigilante Task Force". | Terugkerend |
| Ruibo Qian           | Detective Angie Kim                  | Een detective van de politie van New York. | Terugkerend |
| Hunter Doohan        | Bastian Cooper / Muse                | Een graffitikunstenaar en seriemoordenaar uit New York. Bastian is tevens een fan van Heather Glenn van wie hij psychische ondersteuning wil. | Terugkerend |
| Michael Gaston       | Commissioner Phil Gallo              | De commissaris van de politie van New York. | Terugkerend |
| Camila Rodriguez     | Angela del Toro                      | De dochter van Awilda Ayala-del Toro en de nicht van Hector Ayala en Soledad Ayala. | Terugkerend |
| Jeremy Earl          | Sergeant Cole North                  | Een agent van de politie van New York en een lid van de "Anti-Vigilante Task Force". | Terugkerend |
| Ashley Marie Ortiz   | Soledad Ayala                        | De vrouw van Hector Ayala. | Terugkerend |
| Patrick Murney       | Luca                                 | Een crimineel en een van de leiders van criminele organisatie, de Five Families. | Terugkerend |
| Tony Dalton          | Jack Duquesne / Swordsman            | Een rijke zakenman en getalenteerde zwaardvechter die verloofd raakte met Eleanor Bishop. Staat bekend als de burgerwacht Swordsman. Verscheen eerder al in de Disney+-serie Hawkeye. | Terugkerend |
| Deborah Ann Woll     | Karen Page                           | De voormalige kantoormanager en advocaat bij Nelson, Murdock & Page. Werkte voorheen als journalist bij de New York Bulletin. De beste vriendin van Matt Murdock en Foggy Nelson. Een bondgenoot van Frank Castle. Verscheen eerder al in de Netflix-series Daredevil, The Defenders en The Punisher.                                                                  | Terugkerend |
| Wilson Bethel        | Benjamin "Dex" Poindexter / Bullseye | Een veteraan van het Amerikaanse leger een voormalig FBI-agent met een opmerkelijk talent voor nauwkeurig voorwerpen gooien. Pointdexter worstelt zwaar met een psychische aandoening. Nadat hij zich voordeed als Daredevil, werd zijn ruggengraat gebroken door Wilson Fisk. Verscheen eerder al in de Netflix-serie Daredevil.                                      | Terugkerend |
| Susan Varon          | Josie                                | De eigenaar van Josie's Bar in New York. Verscheen eerder al in de Netflix-serie Daredevil en The Defenders. | Terugkerend |
| Cillian O'Sullivan   | Devlin                               | Een crimineel en een van de leiders van criminele organisatie, de Five Families. | Terugkerend |
| Lou Taylor Pucci     | Adam                                 | Een kunstenaar en de voormalige minnaar van Vanessa Fisk. | Terugkerend |
| Katherine Lanasa     | Artemis Sledge                       | Een rijke zakenvrouw, en vrouw van Arthur Sledge. | Terugkerend |
| Victor Verhaeghe     | Carlo                                | Een crimineel en een van de leiders van criminele organisatie, de Five Families. | Terugkerend |
| Gino Anthony Pesi    | Viktor                               | Een crimineel en een van de leiders van criminele organisatie, de Five Families. | Terugkerend |
| Elden Henson         | Franklin "Foggy" Nelson              | Een advocaat en de beste vriend van Matt Murdock. Hij richtte samen met Matt Murdock zijn eigen advocatenkantoor op. Als advocaat streed hij tegen Wilson Fisk. Verscheen eerder al in de Netflix-series Daredevil, Jessica Jones, Luke Cage en The Defenders. | Terugkerend |
| Jon Bernthal         | Frank Castle / Punisher              | Een voormalige Amerikaanse marinier die een gewelddadige burgerwacht werd. Castle verloor zijn familie tijdens een brute schietpartij. In het verleden werd hij door Nelson en Murdock geholpen in de rechtbank. Verscheen eerder al in de Netflix-series Daredevil en The Punisher.                                                                                   | Terugkerend |
| Kamar de los Reyes   | Hector Ayala / White Tiger           | Een burgerwacht uit New York. Hij werd vals beschuldigd van het doden van een politieagent. | Terugkerend |
| Nick Jordan          | Nicky Torres                         | Een vertrouwelijke informant van de politie van New York. Hij werd tijdens een gevecht met twee politieagenten gered door Hector Ayala. Hij is een belangrijk getuigen in de zaak van Ayala. | Terugkerend |
| John Benjamin Hickey | D.A. Benjamin Hochberg               | De officier van justitie van New York. | Terugkerend |
| Charlie Hudson III   | Leroy Bradford                       | Een beroepscrimineel en een cliënt van Murdock & McDuffie. | Terugkerend |
| Daniel Gerroll       | Arthur Sledge                        | Een rijke zakenman, en man van Artimis Sledge. | Terugkerend |
| Jimmy Palumbo        | Johnny Santini                       | Een werknemer van de afdeling van het sanitair van New York. | Terugkerend |
| Andrew Polk          | Judge Cooper                         | Een rechter van New York. | Terugkerend |
| Mohan Kapur          | Yusuf Khan                           | Een bankier, en de vader van Kamala Khan / Ms. Marvel. Verscheen eerder al in de film The Marvels en de Disney+-serie Ms. Marvel. | Bijrol      |
| Elizabeth A. Davis   | Sofija Ozola                         | Een vertegenwoordiger van het Openbaar Ministerie van New York. | Gastrol     |
| Jefferson Cox        | Kel Shanahan                         | Een corrupte politieagent uit New York. Hij stierf tijdens een gevecht met Hector Ayala. | Gastrol     |
| Claire Saunders      | Cece                                 | Een vriendin van BB Urich en Daniel Blake. | Gastrol     |
| Ian Lassiter         | SWAT Captain Rodriguez               | De kapitein van de politie van New York. | Gastrol     |
| John Ford-Dunker     | Red                                  | Een overvaller. | Gastrol     |
| John Anthony Gorman  | Yellow                               | Een overvaller. | Gastrol     |
| Cameron Moir         | Blue                                 | Een overvaller. | Gastrol     |
| Ryan Ward            | Purple                               | Een overvaller. | Gastrol     |
| Annie Hagg           | Selene                               | Een lid van de Five Families. | Gastrol     |
| Delphi Harrington    | Debra                                | Een rijke zakenvrouw. | Gastrol     |
| Andrew Call          | Thomas Madison                       | Een rijke cliënt van Murdock & McDuffie. | Gastrol     |
| John Carrafa         | Choreograaf                          | De choreograaf van Wilson Fisk. | Gastrol     |
| Eli D. Goss          | Jonge Matt Murdock                   | Een jongere Matt Murdock. In de Netflix-serie Daredevil (2015-2018) werd de jongere Matt Murdock gespeeld door Skylar Gaertner. | Gastrol     |
| Stevenson Jean       | Officer Luke                         | Een lid van de "Anti-Vigilante Task Force". | Gastrol     |
| Felix Hudson III     | Task Force Saunders                  | Een lid van de "Anti-Vigilante Task Force". | Gastrol     |
| Pat Kiernan          | Pat Kiernan                          | Een nieuwspresentator van NY1. Verscheen eerder in de films The Avengers, Iron Man 3, Doctor Strange, Spider-Man: Far From Home en Spider-Man: No Way Home, de Netflix-series Daredevil, The Defenders en The Punisher, en de Disney+-series Hawkeye en Echo. | Gastrol     |

## Afleveringen
| Nr. | Titel                  | Regisseur                      | Schrijver(s)                       | Releasedatum  |
| --- | ---------------------- | ------------------------------ | ---------------------------------- | ------------- |
| 1   | Heaven's Half Hour     | Aaron Moorhead & Justin Benson | Dario Scardapane                   | 4 maart 2025  |
| 2   | Optics                 | Michael Cuesta                 | Matt Corman & Chris Ord            | 4 maart 2025  |
| 3   | The Hollow of His Hand | Michael Cuesta                 | Jill Blankenship                   | 11 maart 2025 |
| 4   | Sic Semper Systema     | Jeffrey Nachmanoff             | David Feige & Jesse Wigutow        | 18 maart 2025 |
| 5   | With Interest          | Jeffrey Nachmanoff             | Grainne Godfree                    | 25 maart 2025 |
| 6   | Excessive Force        | David Boyd                     | Thomas Wong                        | 25 maart 2025 |
| 7   | Art for Art's Sake     | David Boyd                     | Jill Blankenship                   | 1 april 2025  |
| 8   | Isle of Joy            | Justin Benson & Aaron Moorhead | Jesse Wigutow & Dario Scardapane   | 8 april 2025  |
| 9   | Straight to Hell       | Justin Benson & Aaron Moorhead | Heather Bellson & Dario Scardapane | 15 april 2025 |

## Achtergrond

### Ontstaan
Van april 2015 tot en met november 2018 werd de serie Daredevil, gebaseerd op het gelijknamige superheld van Marvel Comics, uitgezonden door streamingdienst Netflix. Deze serie werd na drie seizoenen geannuleerd; door het annuleren van de Netflix-serie kon Marvel de personages in de serie volgens het contract twee jaar niet meer gebruiken.
In december 2021 maakte Marvel president Kevin Feige bekend dat Charlie Cox de rol van Matt Murdock / Daredevil zal hernemen in het overkoepelende Marvel Cinematic Universe van Marvel Studios. Diezelfde maand verscheen hij al als cameo in de bioscoopfilm Spider-Man: No Way Home.

### Ontwikkeling en productie
In maart 2022 kwamen de eerste geruchten dat de serie in ontwikkeling was; dit nieuws werd uiteindelijk in juli 2022 bevestigd tijdens het San Diego Comic-Con. Bij deze aankondiging werd tevens bekend dat het eerste seizoen uit achttien afleveringen zal bestaan en dat officiële titel Daredevil: Born Again zal zijn, deels gebaseerd op het gelijknamige stripverhaal.
Naast Charlie Cox keerde meerdere acteurs uit de voorgaande serie terug, waaronder Vincent D'Onofrio als Wilson Fisk / Kingpin, Deborah Ann Woll als Karen Page, Elden Henson als Franklin "Foggy" Nelson, Ayelet Zurer als Vanessa Marianna-Fisk en Jon Bernthal als Frank Castle / Punisher. Verder werd de serie aangevuld met nieuwe acteurs zoals Michael Gandolfini, Margarita Levieva en Kamar de los Reyes.
De opnamen van de serie gingen op 6 maart 2023 van start in New York en werden op 5 april 2024 afgerond. In deze periode lagen de opnamen van begin juni tot en met eind september 2023 stil wegens de WGA-staking van 2023. Opnamen vonden onder meer plaats bij Yonkers, Harlem (Manhattan) en Williamsburg (Brooklyn). Op 28 februari 2025, vier dagen voordat het eerste seizoen in première ging, startte de opnamen al voor het tweede seizoen.

## Release en ontvangst
Op 15 januari 2025 werd de eerste trailer van de serie uitgebracht. Daredevil: Born Again ging op 4 maart 2025 met een dubbele aflevering in première op streamingdienst Disney+. De eerste twee afleveringen werden binnen vijf dagen al 7,5 miljoen keer bekeken. Het eerste seizoen van de serie werd werd door recensenten in het algemeen goed ontvangen. Op Rotten Tomatoes heeft het eerste seizoen een score van 87% op basis van 211 beoordelingen. Metacritic komt op een score van 69/100, gebaseerd op 30 beoordelingen.